# Narragodes costinota
Narragodes costinota är en fjärilsart som beskrevs av Louis Beethoven Prout 1931. Narragodes costinota ingår i släktet Narragodes och familjen mätare. Inga underarter finns listade i Catalogue of Life.